# Скарфиоти (Мачерата)
Скарфиоти је насеље у Италији у округу Мачерата, региону Марке.
Према процени из 2011. у насељу је живело 15 становника. Насеље се налази на надморској висини од 1 м.